# Герб Швеции
Государственный герб Швеции (швед. Sveriges riksvapen) — один из главных государственных символов страны. Oфициально существует в двух вариантах — большой (швед. stora riksvapnet) и малый (швед. lilla riksvapnet). Большой герб одновременно является гербом главы государства и состоит из нескольких частей. Малый герб является гербом собственно Швеции и представляет собой лазоревый щит с тремя золотыми открытыми, две над одной, коронами, увенчанный шведской королевской короной. Три короны на синем поле появились в Швеции в XIV веке при короле Альбрехте Мекленбургском.

## Описание
Построение и использование герба Швеции регулирует Закон (1982:268) о Государственном гербе Швеции, который гласит:
1 § Швеция имеет два герба: большой Государственный Герб, который также является личным гербом главы государства, и малый Государственный герб. 
Государственный герб используется как символ шведского государства. Помимо главы государства большой Государственный герб в определённых случаях может использоваться парламентом, правительством, шведскими зарубежными представительствами и вооружёнными силами.
С позволения главы государства, прочие члены королевской семьи могут использовать большой Государственный герб в качестве личного герба, с внесением в него определённых изменений и дополнений, определённых главой государства.

2 § Большой Государственный герб представляет собой лазоревый щит, разделённый на четыре части золотым крестом, имеющим в середине герб королевского дома.
В первой и четвёртой частях — в лазоревом поле три золотые открытые короны, две над одной; во второй и четвёртой частях, шесть раз скошенных слева на лазурь и серебро, — золотой коронованный лев, с червленым вооружением.
Центральный щиток рассечён. Первая часть имеет герб дома Ваза: на дважды скошенном справа на лазурь, серебро и червлень поле - золотой сноп. Вторая часть имеет герб дома Бернадоттов: на лазоревом поле висячий трёхарочный мост, с двумя зубчатыми башнями, над водой, всё в серебре, с золотым, смотрящим влево, орлом с опущенными крыльями, держащим в лапах золотые перуны, над мостом и золотым созвездием Большой Медведицы над орлом.
Щит коронован королевской короной и окружён знаками ордена Серафимов.
Щит поддерживают два золотых коронованных стерегущих льва с раздвоенными хвостами и червленым вооружением, стоящие на золотом основании.
Фоном для Большого герба служит пурпурная на горностае мантия, с золотой бахромой, шнурами и кистями. 
Большой Государственный герб может существовать и без орденских знаков, щитодержателей, основания и мантии.

3 § малый Государственный герб представляет собой коронованный королевской короной лазоревый щит, с тремя открытыми золотыми открытыми коронами, две над одной. Щит может быть окружен знаками ордена Серафимов.
Малым Государственным гербом также будут являться три открытых золотых короны, две над одной, без щита и королевской короны.

Власти, использующие малый Государственный герб и имеющие его изображения, символизирующие их статус, предварительно должны получить разрешение на использование малого Государственного герба от государственного совета по геральдике.